# Hidronetejadora

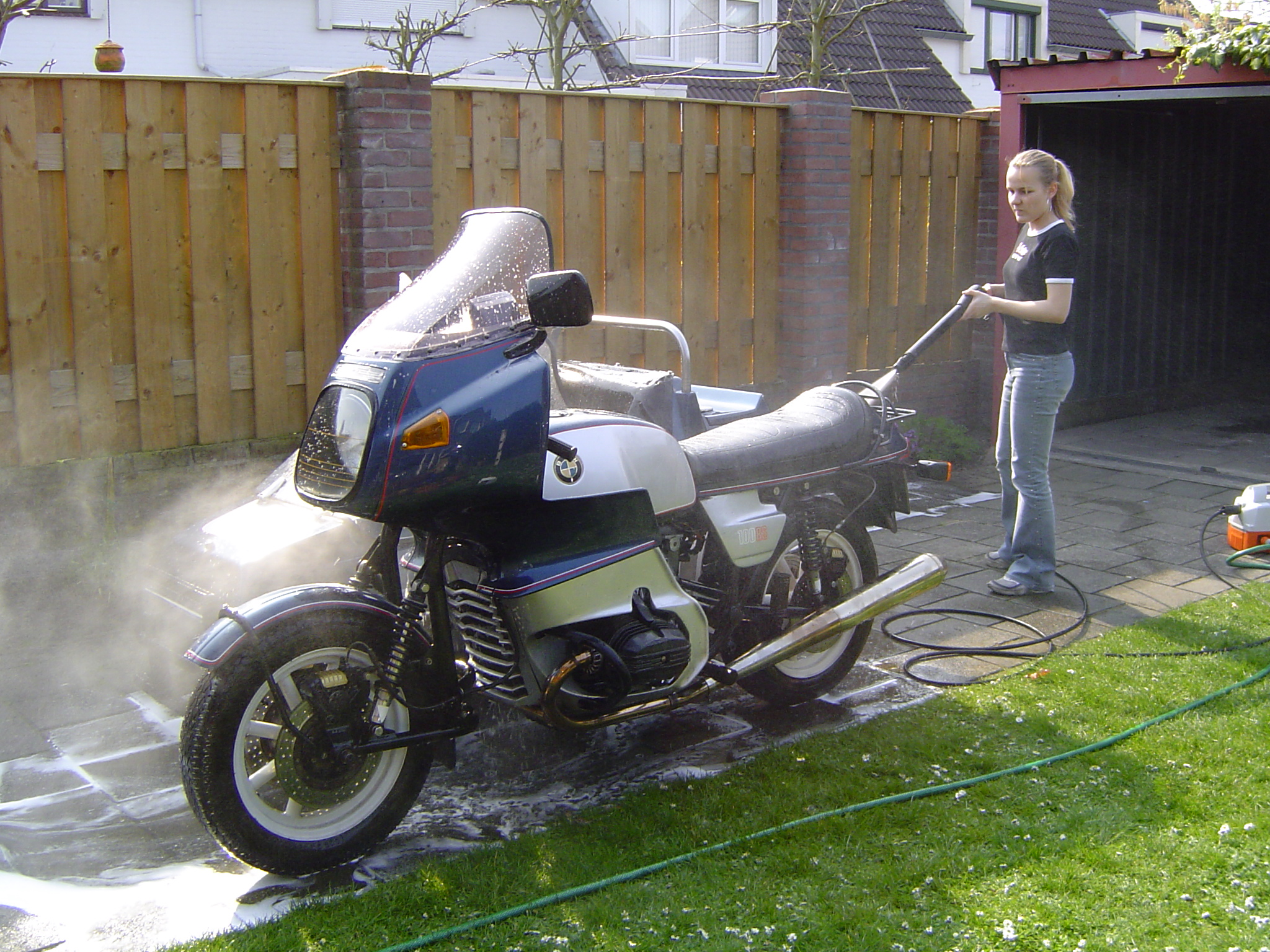
Hidronetejadora amb llança i tovera de raig ample en ús

Una netejadora a pressió o hidronetejadora és una màquina que bomba aigua a velocitat a través d'una tovera per a la neteja de superfícies amb un raig d'aigua a alta pressió. Una netejadora d'aigua a alta pressió es compon de presa d'aigua o dipòsit, bomba, mànega, llança, tovera i accionament. Els accionaments de les hidronetejadores són molt diversos i poden ser:
- Motors elèctrics.
- Motors de combustió interna.
- Transmissions a la presa de força de maquinària agrícola.
- Motors hidràulics.

Les bombes de les hidronetejadores són del tipus de desplaçament positiu, i normalment de pistons ceràmics, que fan un moviment de vaivé, aspirant i impulsant l'aigua alternativament. Les bombes de les hidronetejadores, tenen, bàsicament dues configuracions:
- Axials: en les quals el moviment dels pistons es realitza per mitjà d'un plat oscil·lant.
- De cigonyal: en les quals el moviment dels pistons es realitza per mitjà d'un cigonyal.

Pel que fa al nombre de pistons és variable depenent de les prestacions de l'equip i del fabricant, i la més habitual la configuració triplex (de tres pistons), que és el nombre mínim de pistons perquè la sortida de la bomba no registri pics de pressió igual a zero.